# Numb/Encore
«Numb/Encore» (en español, Insensible/Repetición) es una canción interpretada por la banda californiana de nu-metal, Linkin Park, y el rapero Jay-Z. Este tema pertenece al álbum mashup grabado entre ellos dos, llamado Collision Course, lanzado en 2004. Fue lanzada como el primer sencillo en el mismo año, combinando la canción "Encore" de Jay-Z —tomada de su álbum del 2003, The Black Album— y la canción "Numb" de Linkin Park —tomada de su álbum del 2003, Meteora—. Este es uno de los dos sencillos que lanzó el álbum, además de "Dirt Off Your Shoulder/Lying From You".

## Canción
Este sencillo rompió el récord en la lista de sencillos más importantes del Reino Unido, al permanecer el mayor tiempo posible en el top 20 sin alcanzar nunca el top 10. "Numb/Encore" ganó el premio de Mejor Colaboración de Rap de los Premios Grammy en 2006. En el programa se hizo la interpretación de la canción, durante la cual Paul McCartney hizo una aparición sorpresa y subió al escenario para hacer un dúo con Chester Bennington de la canción "Yesterday" de The Beatles, de la cual McCartney fue el compositor. "Yesterday" reemplazó a "Numb" después del primer verso rapeado de la canción (Curiosamente, Jay-Z también tiene un álbum en colaboración con The Beatles, titulado The Grey Album).

## Video musical
El videoclip de "Numb/Encore", dirigido por Kimo Proudfoot, es una interpretación en vivo de la canción, en "The Roxy" junto a imágenes del detrás de escena del álbum, en blanco y negro. La mayoría de estas escenas, pueden verse en el DVD de Collision Course. El vídeo para la canción fue nominada para los premios MTV VMA Viewer's Choice en julio de 2005.

## Lista de canciones

### Versión CD
1. «Numb/Encore» - 3:25
2. «Numb/Encore» (Instrumental) - 3:25

### Versión digital
1. «Numb/Encore» - 3:25
2. «Numb/Encore» (Clean Version) - 3:25

### Versión exclusiva digital
1. «Numb/Encore» - 3:25
2. «Numb/Encore» (Clean Version) - 3:25
3. «Numb/Encore» (Instrumental) - 3:27
4. «Numb/Encore» (A Cappella) - 3:19
5. «Numb/Encore» (A Cappella Clean Version) - 3:19
6. Bonus Beat - 1:42

## Posicionamiento
| Listas (2004)           | Posición máxima |
| ----------------------- | --------------- |
| Australia Singles Chart | 3               |
| Bélgica Singles Chart   | 7               |
| UK Singles Chart        | 14              |
| Francia Singles Chart   | 5               |
| Alemania Singles Chart  | 4               |
| Irlanda Singles Chart   | 1               |
| Dinamarca Singles Chart | 6               |
| Noruega Singles Chart   | 2               |
| Suecia Singles Chart    | 5               |
| Suiza Singles Chart     | 10              |
| EU Billboard Hot 100    | 20              |
| Los 100+ Pedidos Norte  | 29              |
| Los 100+ Pedidos Sur    | 34              |